# Сан Ђорђо ди Перлена
Сан Ђорђо ди Перлена је насеље у Италији у округу Виченца, региону Венето.
Према процени из 2011. у насељу је живело 422 становника. Насеље се налази на надморској висини од 284 м.